# Liste der Kulturdenkmale in Lauchheim
In der Liste der Kulturdenkmale in Lauchheim sind Bau- und Kunstdenkmale der Stadt Lauchheim verzeichnet, die im „Verzeichnis der unbeweglichen Bau- und Kunstdenkmale und der zu prüfenden Objekte“ des Landesamts für Denkmalpflege Baden-Württemberg verzeichnet sind. Dieses Verzeichnis ist nicht öffentlich und kann nur bei „berechtigtem Interesse“ eingesehen werden. Die folgende Liste ist daher nicht vollständig und beruht auf anderweitig veröffentlichten Angaben.

## Lauchheim

### Gesamtanlage Lauchheim
| Bild           | Bezeichnung                                                                                      | Lage | Datierung                                        | Beschreibung                                | ID               |
| -------------- | ------------------------------------------------------------------------------------------------ | --- | ------------------------------------------------ | ------------------------------------------- | ---------------- |
|                | Ehem. Untere Mühle, Deutschordensmühle, seit 1950 Wohnnutzung                                    | Lauchheim, Biennerstraße 13 (Karte)                                                                                              | 1737                                             | Geschützt nach § 2 DSchG                    |                  |
|                | Stadtbefestigung mit Graben, Toren und Türmen                                                    | Lauchheim, Biennerstraße, Hauptstraße 1, 2, 44, Schillerstraße 03, 05, 07, 09, 11, 19, Torgasse 04, (Flst.Nr. 42/1, 113) (Karte) | um 1400                                          | Geschützt nach §§ 28 (Sachgesamtheit) DSchG |                  |
| Weitere Bilder | Friedhof mit Friedhofsmauer sowie Kapelle, Portal, Leichenhäuschen, Wegkapelle und Lourdesgrotte | Lauchheim, Bopfinger Straße 3 und 5, Lippacher Straße 2 (Karte)                                                                  | 1584                                             | Geschützt nach §§ 28 (Sachgesamtheit) DSchG |                  |
|                | Kapelle St. Ulrich                                                                               | Lauchheim, Gartenstraße 15 (Flst.Nr. 2/1), vor der unteren Mühle (Gewann) (Karte)                                                | um 1740                                          | Geschützt nach § 2 DSchG                    |                  |
| Weitere Bilder | Brunnen                                                                                          | Lauchheim, Hauptstraße (Flst.Nr. 141) (Karte)                                                                                    | 1709                                             | Geschützt nach § 2 DSchG                    |                  |
| Weitere Bilder | Torturm mit Stadtmauerrest, zur Sachgesamtheit Stadtmauer gehörend                               | Lauchheim, Hauptstraße 1 (Karte)                                                                                                 | 1621                                             | Geschützt nach § 28 DSchG                   |                  |
|                | Gehöft Hauptstraße 2                                                                             | Lauchheim, Hauptstraße 2 (Karte)                                                                                                 | 1784                                             | Geschützt nach § 2 DSchG                    |                  |
|                | Wohnhaus Hauptstraße 3                                                                           | Lauchheim, Hauptstraße 3 (Karte)                                                                                                 | spätes 18. Jahrhundert                           | Geschützt nach § 2 DSchG                    |                  |
|                | Ehemaliger Braugasthof Goldener Hirsch                                                           | Lauchheim, Hauptstraße 4 (Karte)                                                                                                 | im Kern 18. Jahrhundert                          | Geschützt nach § 2 DSchG                    | BW               |
|                | Wohnhaus, sog. Lehrbachsches Haus                                                                | Lauchheim, Hauptstraße 5 (Karte)                                                                                                 | 1739                                             | Geschützt nach § 28 DSchG                   |                  |
|                | Wohnhaus Hauptstraße 6                                                                           | Lauchheim, Hauptstraße 6 (Karte)                                                                                                 | Ende 18./Anfang 19. Jahrhundert                  | Erhaltenswertes Gebäude                     | BW               |
|                | Wohnhaus Hauptstraße 7, ehem. Wagnerei, später Bäckerei                                          | Lauchheim, Hauptstraße 7 (Karte)                                                                                                 | im Kern 18. Jahrhundert                          | Geschützt nach § 2 DSchG                    | BW               |
|                | Tafel mit Wappen sowie Figurennische                                                             | Lauchheim, Hauptstraße 10 (Karte)                                                                                                | 1739                                             | Geschützt nach §§ 2 (Bauteil) DSchG         | BW               |
|                | Wohnhaus und Konditorei-Café, ehem. Schule                                                       | Lauchheim, Hauptstraße 11 (Karte)                                                                                                | nach 1645                                        | Erhaltenswertes Gebäude                     | BW               |
|                | Wohnhaus Hauptstraße 12                                                                          | Lauchheim, Hauptstraße 12 (Karte)                                                                                                | 1865                                             | Geschützt nach § 2 DSchG                    |                  |
|                | Wohnhaus Hauptstraße 13                                                                          | Lauchheim, Hauptstraße 13 (Karte)                                                                                                |                                                  | Erhaltenswertes Gebäude                     | BW               |
|                | Taubenschlag                                                                                     | Lauchheim, Hauptstraße 14 (Karte)                                                                                                | im Kern Mitte 17. Jahrhundert                    | Geschützt nach §§ 2 (Bauteil) DSchG         | (Sachgesamtheit) |
| Weitere Bilder | Kath. Pfarrkirche St. Petrus und Paulus                                                          | Lauchheim, Hauptstraße 16 (Karte)                                                                                                | um 1500 (Westturm); 1869 (Langhaus und Chorturm) | Geschützt nach § 28 DSchG                   |                  |
|                | Wohn- und Geschäftshaus Hauptstraße 17                                                           | Lauchheim, Hauptstraße 17 (Karte)                                                                                                | 1871                                             | Geschützt nach § 2 DSchG                    |                  |
|                | Ehem. Gasthaus Schwarzer Adler (bis um 1990)                                                     | Lauchheim, Hauptstraße 19 (Karte)                                                                                                | 1774                                             | Geschützt nach § 2 DSchG                    | BW               |
|                | Wohnhaus Hauptstraße 21, ehem. Wagnerei                                                          | Lauchheim, Hauptstraße 21 (Karte)                                                                                                | 17./18. Jahrhundert                              | Geschützt nach § 2 DSchG                    |                  |
|                | Ehem. Braugasthof „Goldene Krone“                                                                | Lauchheim, Hauptstraße 23 (Karte)                                                                                                | 1815                                             | Geschützt nach § 2 DSchG                    |                  |
|                | Hotel und Restaurant „Roter Ochsen“                                                              | Lauchheim, Hauptstraße 24 (Karte)                                                                                                | 1849                                             | Geschützt nach § 2 DSchG                    | BW               |
|                | Wohnhaus Hauptstraße 25                                                                          | Lauchheim, Hauptstraße 25 (Karte)                                                                                                | Frühes 18. Jahrhundert                           | Erhaltenswertes Gebäude                     | BW               |
|                | Wohn- und Geschäftshaus Hauptstraße 26, seit 1836 Metzgerei                                      | Lauchheim, Hauptstraße 26 (Karte)                                                                                                | 1851                                             | Erhaltenswertes Gebäude                     | BW               |
|                | Wohnhaus Hauptstraße 27                                                                          | Lauchheim, Hauptstraße 27 (Karte)                                                                                                | 1729                                             | Geschützt nach § 28 DSchG                   |                  |
|                | Ehem. Amts- und Gästehaus des Deutschen Ordens, seit 1988 Rathaus                                | Lauchheim, Hauptstraße 28 (Karte)                                                                                                | 1733                                             | Geschützt nach § 2 DSchG                    |                  |
|                | Wohnhaus Hauptstraße 29                                                                          | Lauchheim, Hauptstraße 29 (Karte)                                                                                                | um 1830                                          | Erhaltenswertes Gebäude                     | BW               |
|                | Ehem. Wohn- und Geschäftshaus Hauptstraße 33                                                     | Lauchheim, Hauptstraße 33 (Karte)                                                                                                | 1712                                             | Geschützt nach § 2 DSchG                    | BW               |
|                | Ehemaliges Handwerkhaus, sog. „Färb“                                                             | Lauchheim, Hauptstraße 41 (Karte)                                                                                                | 1649                                             | Geschützt nach § 28 DSchG                   |                  |
| Weitere Bilder | Gasthof zum Bären samt Biergarten und Kegelbahn, bis 1939 mit Brauerei                           | Lauchheim, Hauptstraße 44 (Karte)                                                                                                | 1842                                             | Geschützt nach § 2 DSchG                    |                  |
|                | Evangelische Barbarakapelle                                                                      | Lauchheim, Hauptstraße 45 (Karte)                                                                                                | um 1590                                          | Geschützt nach § 28 DSchG                   |                  |
|                | Wohn- und Geschäftshaus Hauptstraße 47, 47/1                                                     | Lauchheim, Hauptstraße 47, 47/1 (Karte)                                                                                          | 1865                                             | Geschützt nach § 2 DSchG                    |                  |
|                | Sog. Neue Schule                                                                                 | Lauchheim, Hauptstraße 48 (Karte)                                                                                                | 1894/95                                          | Geschützt nach § 2 DSchG                    | BW               |
|                | Stadtapotheke                                                                                    | Lauchheim, Hauptstraße 49 (Karte)                                                                                                | 1902                                             | Geschützt nach § 2 DSchG                    |                  |
|                | Wohnhaus Höllgasse 3                                                                             | Lauchheim, Höllgasse 3 (Karte)                                                                                                   | 1680                                             | Geschützt nach § 2 DSchG                    | BW               |
|                | Doppelwohnhaus Höllgasse 6                                                                       | Lauchheim, Höllgasse 6 (Karte)                                                                                                   | 17./18. Jahrhundert                              | Erhaltenswertes Gebäude                     | BW               |
|                | Wohnhaus Höllgasse 7                                                                             | Lauchheim, Höllgasse 7 (Karte)                                                                                                   | im Kern 17./18. Jahrhundert                      | Erhaltenswertes Gebäude                     | BW               |
|                | Wohnhaus Höllgasse 12                                                                            | Lauchheim, Höllgasse 12 (Karte)                                                                                                  | im Kern Ende 18./Anfang 19. Jahrhundert          | Erhaltenswertes Gebäude                     |                  |
|                | Wohnhaus Höllgasse 13                                                                            | Lauchheim, Höllgasse 13 (Karte)                                                                                                  | 1830                                             | Erhaltenswertes Gebäude                     | BW               |
|                | Gasthaus „Goldenes Rad“                                                                          | Lauchheim, Lindenstraße 3 (Karte)                                                                                                | 1871                                             | Erhaltenswertes Gebäude                     | BW               |
|                | Reihenhaus Lindenstraße 13                                                                       | Lauchheim, Lindenstraße 13 (Karte)                                                                                               | 2. Hälfte 19. Jahrhundert                        | Erhaltenswertes Gebäude                     | BW               |
|                | Kleinbauernhaus Mühlgasse 8                                                                      | Lauchheim, Mühlgasse 8 (Karte)                                                                                                   | 1813                                             | Erhaltenswertes Gebäude                     | BW               |
|                | Ziehbrunnen, sog. Bleichbrunnen                                                                  | Lauchheim, Obere Bleichstraße (Flst.Nr. 145) (Karte)                                                                             | 1769                                             | Geschützt nach § 2 DSchG                    | BW               |
|                | Wohnhaus Obere Bleichstraße 4                                                                    | Lauchheim, Obere Bleichstraße 4 (Karte)                                                                                          | 1838                                             | Geschützt nach § 2 DSchG                    | BW               |
|                | Wohnhäuser, Teil der sog. Fünferhäuser                                                           | Lauchheim, Obere Bleichstraße 8, 10, 12 (Karte)                                                                                  | im Kern vor 1585                                 | Erhaltenswerte Gebäude                      | BW               |
|                | Wohnhaus Pfarrer-Bestlin-Straße 10                                                               | Lauchheim, Pfarrer-Bestlin-Straße 10 (Karte)                                                                                     | 1827                                             | Erhaltenswertes Gebäude                     | BW               |
|                | Wohnhaus Pfarrer-Bestlin-Straße 14, ehem. Mesnerhaus                                             | Lauchheim, Pfarrer-Bestlin-Straße 14 (Karte)                                                                                     | Ende 18./ Anfang 19. Jahrhundert                 | Erhaltenswertes Gebäude                     | BW               |
|                | Pfarrhof, seit 1965 kath. Gemeindehaus                                                           | Lauchheim, Pfarrer-Bestlin-Straße 16 (Karte)                                                                                     | 1728                                             | Geschützt nach § 28 DSchG                   | BW               |
|                | Stadtmauerturm, zur Sachgesamtheit Stadtmauer                                                    | Lauchheim, Torgasse 4 (Karte) | um 1400                                          | Geschützt nach § 28 DSchG                   |                  |
|                | Nebengebäude bei Schillerstraße 21                                                               | Lauchheim, bei Schillerstraße 21 (Karte)                                                                                         | 1901                                             | Erhaltenswertes Gebäude                     | BW               |
|                | Wohnhaus Untere Bleichstraße 3                                                                   | Lauchheim, Untere Bleichstraße 3 (Karte)                                                                                         | 1743                                             | Geschützt nach § 2 DSchG                    | BW               |

### Außerhalb der Gesamtanlage Lauchheim
| Bild           | Bezeichnung                                     | Lage                                                    | Datierung                      | Beschreibung              | ID |
| -------------- | ----------------------------------------------- | ------------------------------------------------------- | ------------------------------ | ------------------------- | -- |
|                | Kalvarienbergkapelle                            | Lauchheim, Am Röttingerbach (Karte)                     | 1822                           | Geschützt nach § 2 DSchG  |    |
|                | Abgegangene Großsiedlung Mittelhofen            | Lauchheim, Flur Mittelhofen                             | 5.-12. Jahrhundert             | Geschützt nach § 2 DSchG  |    |
| Weitere Bilder | Ruine Gromberg                                  | Lauchheim, ca. 1,5 km nordöstlich der Altstadt (Karte)  | 1235                           | Geschützt nach § 2 DSchG  |    |
|                | Abgegangene Burg bei Mohrenstetten              | Lauchheim, ca. 3,5 km nordöstlich der Altstadt (Karte)  | 1240                           | Geschützt nach § 2 DSchG  | BW |
|                | Keltische Viereckschanze Hettelsberg            | Hettelsberg, Gewann Burstel (Karte)                     | 3./2. Jahrhundert vor Christus | Geschützt nach § 2 DSchG  |    |
|                | Römisches Kastell Galgenberg                    | Lauchheim, Galgenberg, Gewände (Karte)                  |                                | Geschützt nach § 2 DSchG  | BW |
|                | Kath. Pfarrkirche St. Franziskus                | Hülen, Härtsfeldstraße 39 (Karte)                       | 1901                           | Geschützt nach § 2 DSchG  |    |
| Weitere Bilder | Schloss Kapfenburg mit Schlossgarten und Domäne | Kapfenburg, Schloss Kapfenburg (Karte)                  | 16. Jahrhundert                | Geschützt nach § 28 DSchG |    |
| Weitere Bilder | Kath. Pfarrkirche St. Gangolf                   | Röttingen, Baldener Straße 65 (Karte)                   |                                | Geschützt nach § 28 DSchG |    |
|                | Abgegangene Ortsadelsburg                       | Röttingen, südwestlich Baldernstraße 41 (Karte)         | 1262                           | Geschützt nach § 2 DSchG  | BW |
|                | Kapelle St. Gangolf                             | Röttingen, Gewann Buschhalde (Karte)                    | 1728                           | Geschützt nach § 28 DSchG |    |
|                | Kapelle St. Wendelin mit Kalvarienberg          | Röttingen, Gewann Käpellesberg (Karte)                  | Anfang 19. Jahrhundert         | Geschützt nach § 28 DSchG |    |
|                | Villa Schönberg 1                               | Schönberg, Schönberg 1 (Karte)                          | 1917                           | Geschützt nach § 2 DSchG  | BW |
|                | Abgegangene Wasserburg bei Schönberg            | Schönberg, ca. 2,5 km nordwestlich der Altstadt (Karte) | 1359                           | Geschützt nach § 2 DSchG  | BW |

### Ehemalige Gebäude
| Bild | Bezeichnung                                                         | Lage                                  | Datierung | Beschreibung                                                                                    | ID |
| ---- | ------------------------------------------------------------------- | ------------------------------------- | --------- | ----------------------------------------------------------------------------------------------- | -- |
|      | Städtisches Krankenhaus und ehemaliges Lazarett, zuletzt Altersheim | Lauchheim, Bopfinger Straße 4 (Karte) | 1911/12   | Erhaltenswertes Gebäude. Es wurde abgerissen und durch einen Neubau ersetzt.                    | BW |
|      | Ehem. herrschaftliche Ziegelei, zuletzt Wohnhaus                    | Lauchheim, Hauptstraße 56 (Karte)     | 1726      | Erhaltenswertes Gebäude. Wurde abgerissen, um Platz für einen Supermarkt-Parkplatz zu schaffen. | BW |